# Pyrausta illiberalis
Pyrausta illiberalis is een vlinder van de familie van de grasmotten (Crambidae). De wetenschappelijke naam van deze soort is voor het eerst voorgesteld als Tholeria illiberalis door Jacob Hübner in een publicatie uit 1823.
De soort komt voor in Suriname.